# オーブナ
オーブナ （フランス語:Aubenas、オック語:Aubenàs）は、フランス、オーヴェルニュ＝ローヌ＝アルプ地域圏、アルデシュ県のコミューン。

## 由来

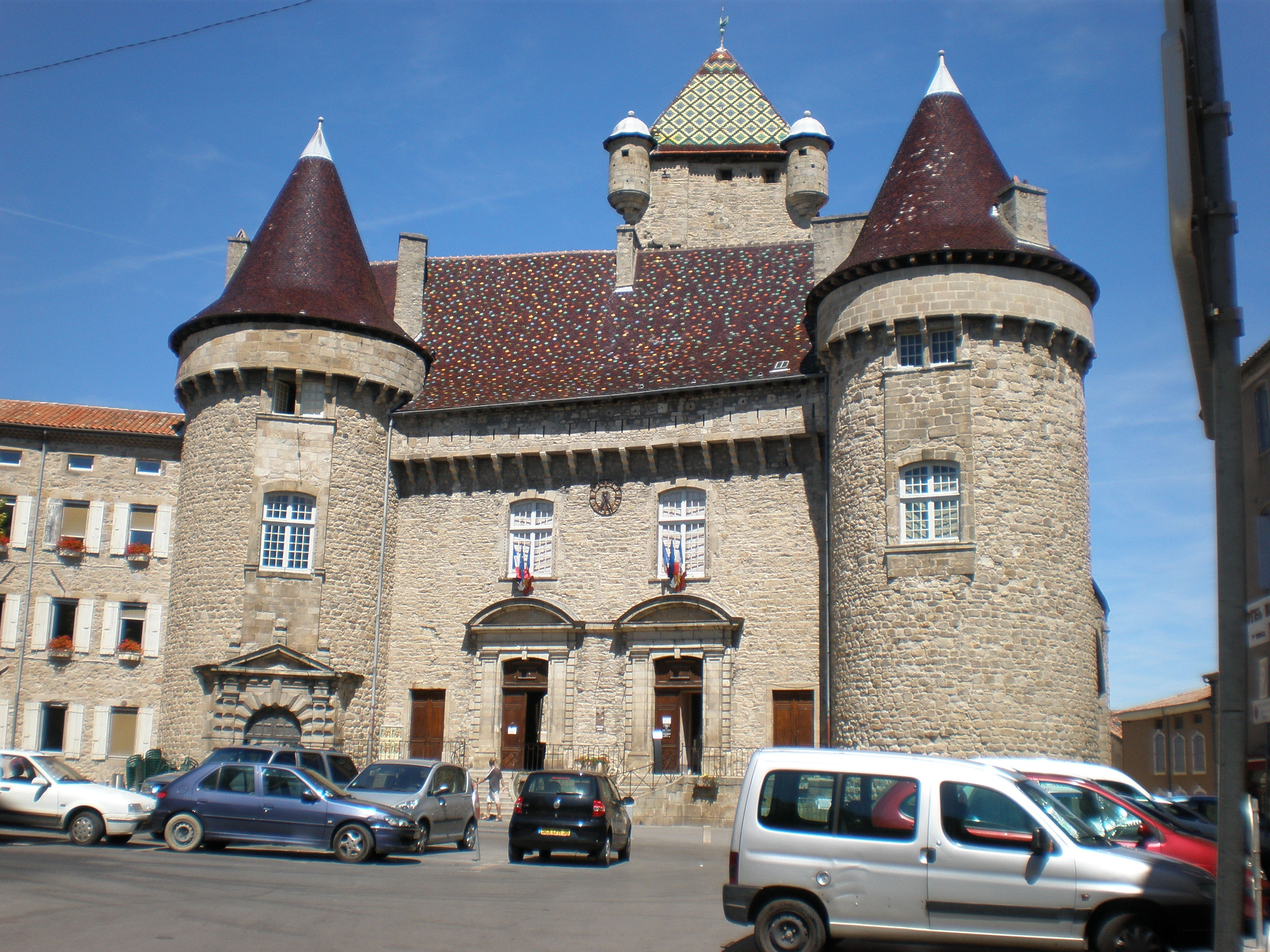
オーブナ城

オーブナは、ラテン語でAlbenate、古オック語でAlbenàsと呼ばれていた。このalbの語源は、標高を表しており、都市の名になった。アルデシュ県中央の谷を見渡す白亜質の崖の上にある、重要な戦略上の地、オーブナの町を示している。その代償として、町はどの水源からも距離がある。オーブナは19世紀に外部の水源から水が引かれ町中に50箇所以上の泉が散在されるまで、『水のない町』（la ville sans eau）として長く知られてきた。1863年6月28日、当時の市長ジャン・マトン主導のもと、長く待ち望まれた事態が起きたのである。
突端の足元を通るモンテリマール＝ル・ピュイ＝アン＝ヴレ間の道は、古いローヌ川谷とオーヴェルニュ地方の頂の間にある交通の要である。アルデシュ南部とアルデシュ・ヴェルト（l'Ardèche verte）の間にあるこの絶好の状況は、農業、経済、生活様式の異なるタイプの間で必要な交差点となっている。

## 歴史
5世紀から、丘は代々のル・ピュイ司教と地元民たちの間で、軍事施設建設のための粘り強い争いの対象となってきた。最終的に、ル・ピュイ司教が長い対立の勝利者となり、1084年にこの新たな領地（アルデシュ山地から現在のアルデシュ県西部まで）がモントロール男爵の封土として授けられた。
1441年までオーブナを治めたモントロール男爵家は塔と城壁、周囲を堀で囲んだ2本の円柱塔を持つ城を建設した。したがって、オーブナ住民が都市の経済成長が領主に基を発して『モントロールの都市』（la cité des Montlaur）と呼ぶというだけでなく、むしろ住民の社会的・具体的な成長に基を発している。彼らのモットーは『最高のモントロール』（Montlaur, au plus haut!）であった。
ルネサンス時代、オーブナは新教徒の町となった。第3次ユグノー戦争後、オーブナは王軍をその城壁内に立ち入らせなかった。しかし、モントロール侯爵夫人の夫でフランス元帥のジャン＝バティスト・ドルナノ(frは1628年から最初のドラゴネード（fr、武力によってユグノーに改宗を迫った軍人、特に竜騎兵）組織者となった。彼は500人の兵士たちをオーブナ、ヴァル＝レ＝バンやその周辺に露骨に配置し、毎週日曜日のミサに異端者の群れを強制的に導く指令を出した。これによって1629年、これら都市での再改宗は完了した。

## 姉妹都市
- チェゼナーティコ、イタリア
- デルフゼイル、オランダ
- シュヴァルツェンベク、ドイツ
- シエール、スイス
- ゼルザーテ、ベルギー
- パラモス、スペイン

## 出身者
- レオンス・ヴェルニー - 技術者
- レミ・マルタン - ラグビー選手
- フランク・ソゼー - サッカー選手、サッカー指導者
- アントニー・ムニエ - サッカー選手
- ジャン＝マルク・グーノン - レーシングドライバー
- ルノー・コアド - サッカー選手